# Sarah Ulmer
Sarah Elizabeth Ulmer (Auckland, 14 maart 1976) is een Nieuw-Zeelands voormalig wielrenner die actief was tussen 1993 en 2007. Ze werd olympisch kampioene in Athene 2004 en daarmee de eerste Nieuw-Zeelander die dat lukte.
Nadat ze dat had gedaan had ze op de achtervolging de olympische titel, het olympisch en wereldrecord, de titel op de Gemenebestspelen en ook het record op de Commonwealth Games achter haar naam.
Ulmer toonde al vroeg dat ze potentieel had in de achtervolging. Ze werd tweede op de Commonwealth Games 1994 en twee jaar later werd ze zevende op de Olympische Spelen in Atlanta, met een tijd van 3'43"176.
In 1998 won ze goud op de Commonwealth Games in Kuala Lumpur in een tijd van 3'41"667. Ze hoopte een medaille te winnen op de Olympische Spelen in Sydney, maar hoewel ze haar tijd verbeterde naar 3'38"930, werd ze vierde.
Twee jaar later behaalde ze goud op de Commonwealth Games, nu in Manchester, in een recordtijd van 3'32"467, zes seconden sneller dan in Sydney.
Op 27 maart 2004 vestigde ze een nieuw wereldrecord op het wereldkampioenschap 3 km achtervolging in Melbourne met een tijd van 3'30"604. Ze ging naar Athene en daar verbeterde ze het wereldrecord nogmaals: 3'26"4. In de finale op 22 augustus haalde ze nog eens twee seconden van dat wereldrecord af: 3'24"537. Terwijl ze in Europa trainde voor de Olympische Spelen brak ze het wereldrecord meer dan eens.

## Palmares
1994 (junioren)

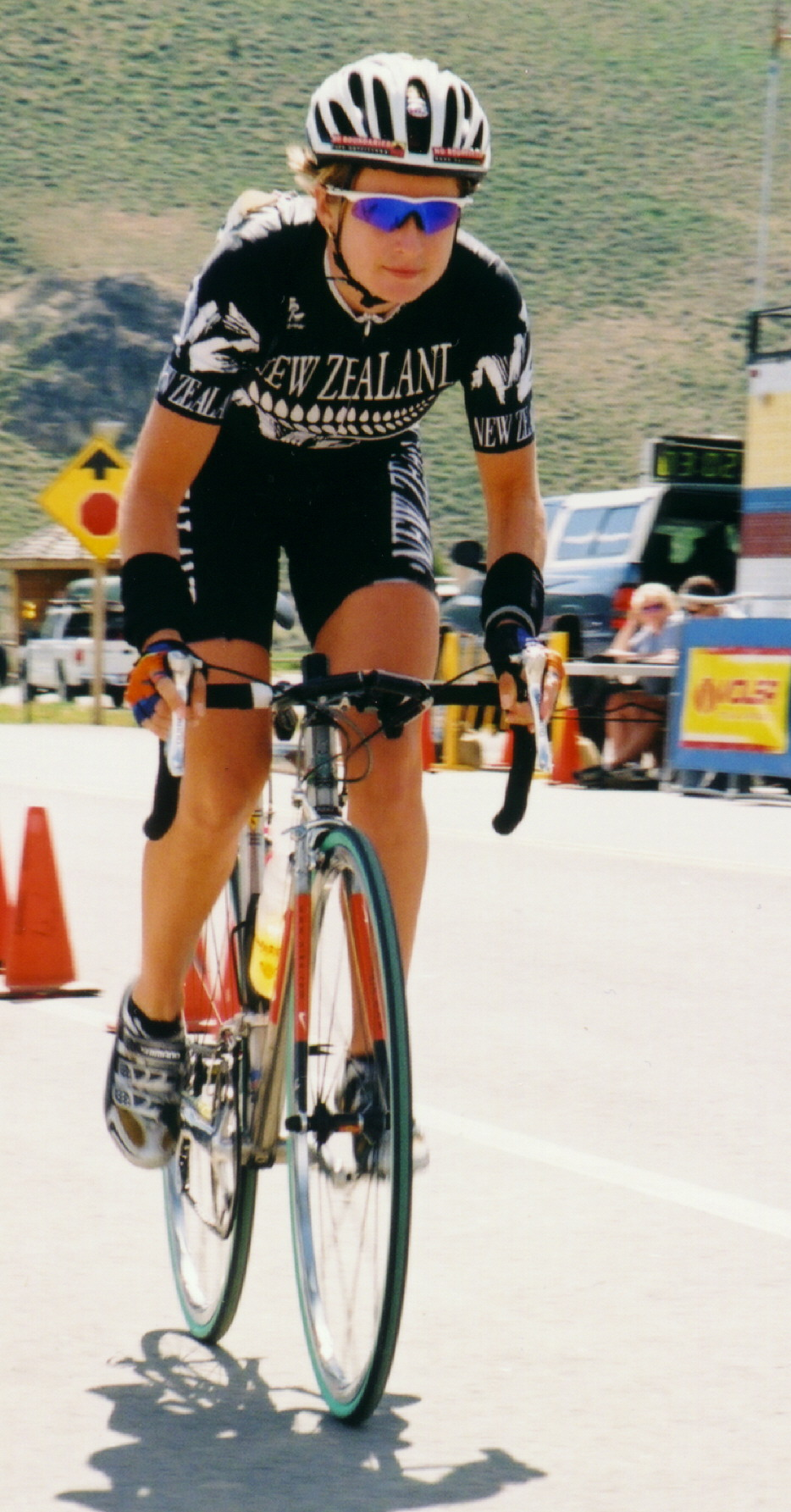
Sarah Ulmer in 2002

- Wereldkampioene Achtervolging (te Quito)

1999
- 3e WK Puntenkoers

2004
- Wereldkampioene Achtervolging (te Melbourne)
- Olympische kampioene Achtervolging (te Athene)
- etappe Geelong Tour

2005
- Oceanisch kampioene tijdrijden
- Oceanisch kampioene op de weg
- Nieuw-Zeelands kampioene op de weg

1992: Petra Rossner ·
1996: Antonella Bellutti ·
2000: Leontien van Moorsel ·
2004: Sarah Ulmer ·
2008: Rebecca Romero